# Saint-Sauveur-Lendelin
Saint-Sauveur-Lendelin foi uma comuna francesa na região administrativa da Normandia, no departamento Mancha. Estendia-se por uma área de 16,29 km². Em 2010 a comuna tinha 3 740 habitantes (densidade: 229,6 hab./km²).
Em 1 de janeiro de 2019, passou a formar parte da nova comuna de Saint-Sauveur-Villages.